# Dendropsophus robertmertensi
Dendropsophus robertmertensi es una especie de anfibios de la familia Hylidae.
Habita en El Salvador, Guatemala y México.
Sus hábitats naturales incluyen bosques tropicales o subtropicales secos, marismas de agua dulce, corrientes intermitentes de agua, pastos, jardines rurales y zonas previamente boscosas ahora muy degradadas.